# Відкритий чемпіонат Швейцарії 1926
Відкритий чемпіонат Швейцарії 1926 — 11-й відкритий чемпіонат Швейцарії з хокею, чемпіон не виявлений.

## Півфінали

### Схід
| 3 січня 1926 року |     |         |  |
| «Санкт-Моріц»     | 1:4 | «Давос» |  |
|                   |     |         |  |

### Захід
| 24 січня 1926 року |     |               |  |
| «Розей» (Гштаад)   | 5:1 | «Шато де-Окс» |  |
|                    |     |               |  |

## Фінал
| 15 лютого 1926 року |     |         |  |
| «Розей» (Гштаад)    | 0:0 | «Давос» |  |
|                     |     |         |  |

Чемпіон не виявлений.